# Carabane
Carabane (oder Karabane) ist ein Dorf im Süden Senegals. Es ist Teil der Landgemeinde (Communauté Rurale) Diembéring im Departement Oussouye der Region Ziguinchor.

## Geographische Lage

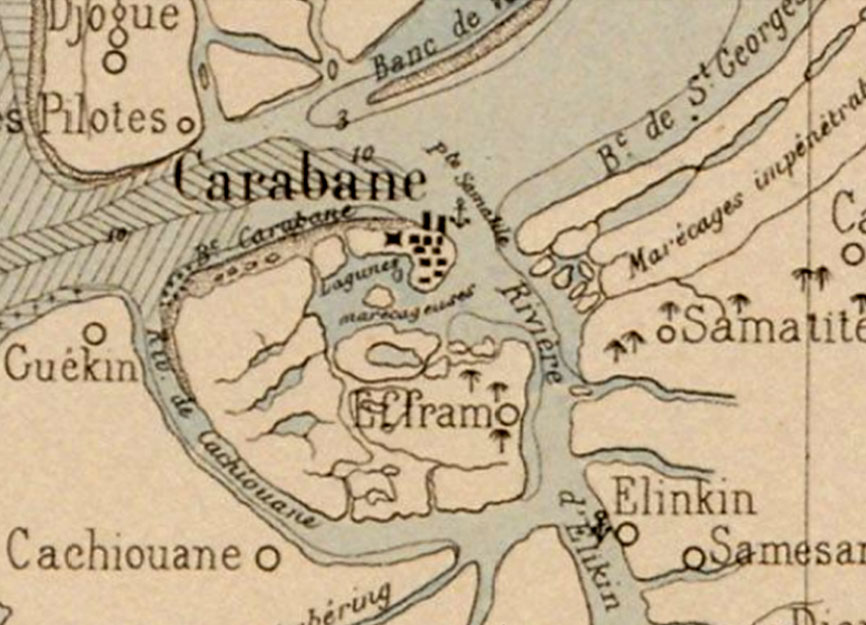
Lage von Carabane (1890)

Carabane liegt am Nordufer der gleichnamigen Île de Carabane, die das südliche Ufer des Casamance kurz vor der Mündung in den Atlantik begleitet. Diembéring, der Hauptort der Landgemeinde, liegt 13 Kilometer südwestlich von hier. Die nächstgelegenen Städte sind die Départementspräfektur Oussouye (18 Kilometer Richtung Ostsüdost) und die Regionalpräfektur Ziguinchor (47 Kilometer Richtung Osten).

## Geschichte
Carabane war 1836 der erste Handelsstützpunkt des französischen Kolonialreichs in der Casamance. Die Franzosen waren darauf angewiesen, westlich von Ziguinchor eine Niederlassung zu finden, denn dort war zu jener Zeit ein portugiesischer Stützpunkt. Mit Vertrag vom 22. Januar 1836 trat der Chef von Kagnout die Insel Carabane zum Preis einer Jahresrente von 39 Barren, damals 196 FF, an Frankreich ab. Damit begann unter dem Residenten Baudin eine lebhafte Geschäftstätigkeit, die in der Ära des Residenten und Geschäftsmannes Nantais Bertrand Bocandé ihren Höhepunkt hat. Die Insel exportierte Reis, Baumwolle, Palmkerne und Tuloucouna-Öl. Die Einwohnerzahl des Dorfes, besser gesagt die Stadt Carabane, wurde 1896 mit schätzungsweise mehr als 3000 angegeben. Der Niedergang von Carabane begann mit dem Aufstieg von Ziguinchor, das 1888 von Portugal an Frankreich abgetreten worden war.
Das alte Zentrum von Carabane ist eingeschrieben in die nationale Liste der historischen Monumente.

## Bevölkerung
Nach dem Stand von 2011 hatte Carabane 793 Einwohner.

## Verkehr
Carabane ist nur auf dem Wasserweg erreichbar. Ein über Hundert Meter langer Pier in der Flachwasserzone am Ufer sorgt dafür, das Handelsschiffe und Fähren hier anlegen können. Im Juli 2013 wurde der Pier durch einen neuen hundert Meter langen Ponton ergänzt. Dieser ermöglicht erstmals seit 2002, seit dem Untergang des Fährschiffs Le Joola, dass Carabane wieder zu einem Zwischenhalt der Fährverbindung Ziguinchor–Dakar wird. Am 26. April 2014 legte das Fährschiff Aline Sitoé Diatta zum ersten Mal in Carabane an.